# Erykah Badu

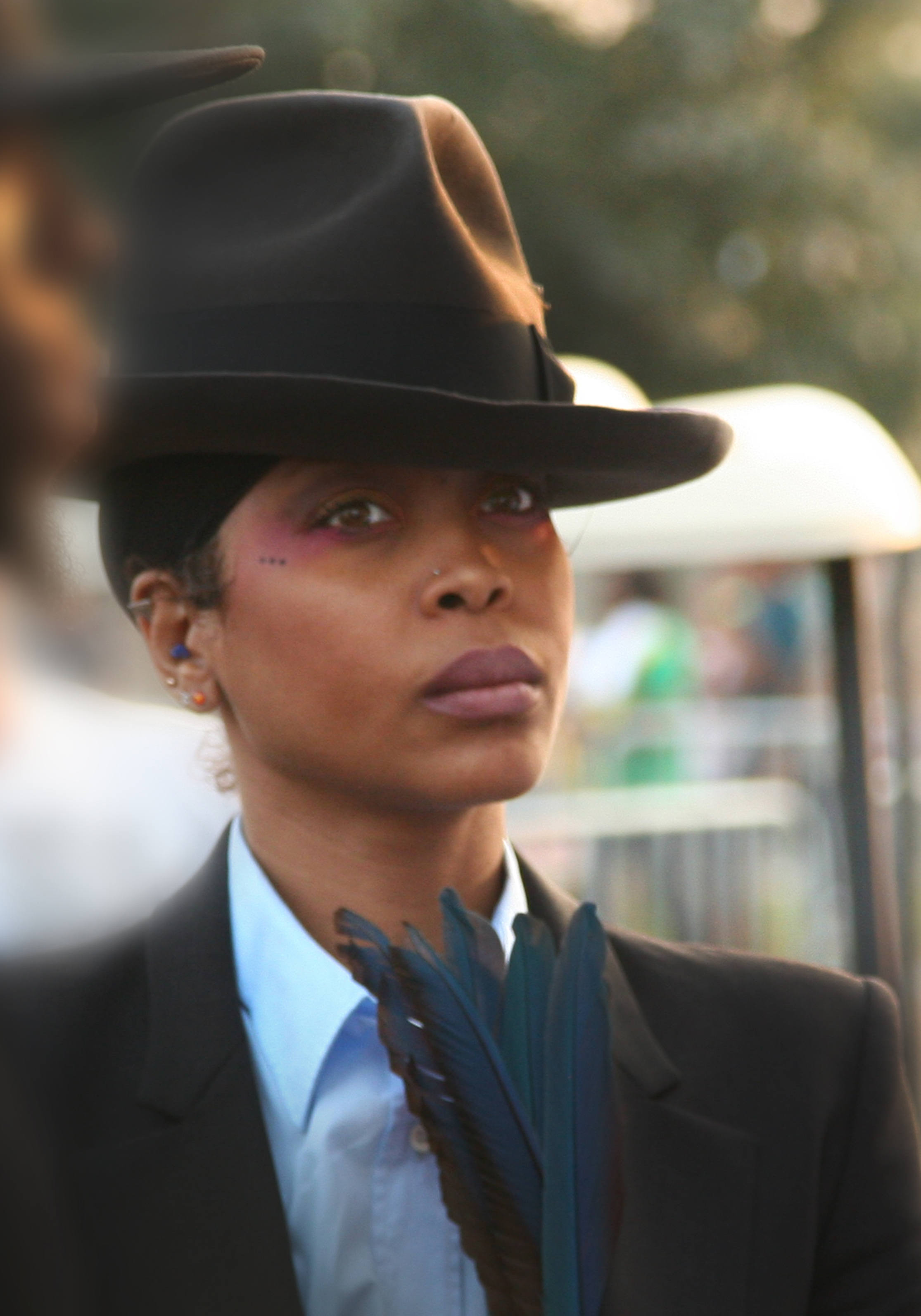
Erykah Badu (2011)

Erykah Badu (* 26. Februar 1971 in Dallas, Texas; eigentlicher Name Erica Abi Wright) ist eine US-amerikanische Soul-Sängerin. Ihre Musik umfasst Neo-Soul, Jazz, R&B und Hip-Hop.

## Leben
Erica Wrights Mutter war Schauspielerin, so stand sie selbst schon in der Kindheit auf der Bühne und lernte außerdem Tanzen und Singen. Sie brach ihr Studium an der Grambling State University ab, da sie sich ganz ihrer Musikkarriere widmen wollte, die sie mit der Hip-Hop-Band Erykah Free mit ihrem Cousin Robert „Free“ Bradford begann. Sie spielten in kleineren Clubs in Dallas unter anderem die Vorversionen der Hits On & On oder Appletree. Sie nahmen das Demoalbum Funky Cousins auf. Langsam machten sie sich einen Namen und bekamen einen Plattenvertrag. Der Produzent war jedoch der Meinung, Wright alias Erykah Badu würde sich allein besser verkaufen, und so trennten sich beide.

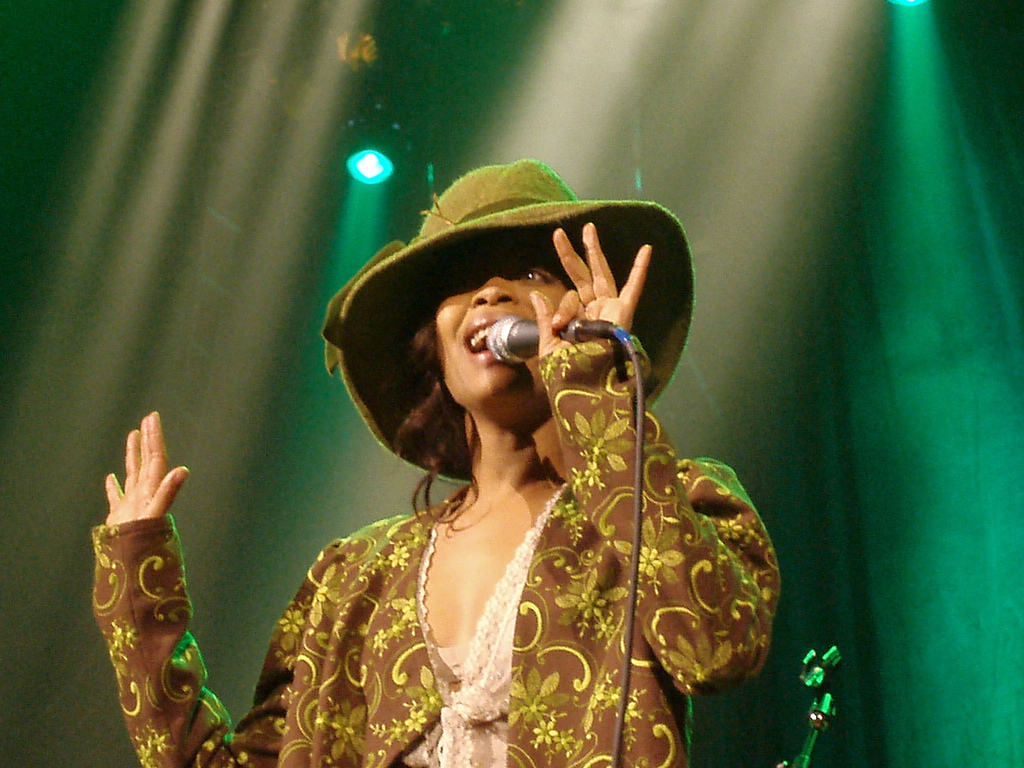
Erykah Badu (2005)

Ihren ersten Plattenvertrag schloss sie somit als Solistin ab und hatte 1997 auch gleich mit On & On einen Singlehit, der zudem mit dem Grammy Award for Best Female R&B Vocal Performance ausgezeichnet wurde. Große Aufmerksamkeit erreichte aber vor allem ihr Debütalbum Baduizm, das mit Dreifach-Platin ausgezeichnet wurde. Sie führte mehrfach die R&B-Charts an. Ihr größter Singlehit in den US-Hot-100 bislang war der Top-Ten-Hit Bag Lady (2000). Insgesamt konnte sie bislang vier Grammys gewinnen. Am 17. April 2002 trat Erykah Badu bei einer Aftershow von Prince im Musikklub The Red Jacket in Dallas in Texas auf, genau wie am 12. Juni 2004 im Black Forest in Dallas.
Ende Februar 2008 ist ihr viertes Studioalbum „New Amerykah Part One“ erschienen, in dem sie sich soundtechnisch auf die Wurzeln der Hip-Hop-Bewegung besinnt. Für die Produktion des Albums hat sie gezielt mit Rap-Produzenten wie u. a. Madlib zusammengearbeitet, die sich als Vertreter des Conscious–Rap einen Namen gemacht haben. Im Musikvideo der Single Window Seat, das im März 2010 gedreht wurde, entledigt sie sich am Ort des Attentats auf John F. Kennedy ihrer Kleidung. Sie wurde daraufhin zu einer Geldstrafe in Höhe von 500 US-Dollar verurteilt.
In der Werbung für die Herbstkollektion 2010 von H&M ist ihre Version von Muddy Waters’ Song Mannish Boy zu hören.
Daneben trat sie auch immer wieder in Film-Nebenrollen auf, unter anderem in Blues Brothers 2000, Gottes Werk und Teufels Beitrag oder House of D.
Erykah Badu wurde 1988 aus ethischen Gründen Vegetarierin und lebt seit 2006 vegan.
Aus ihrer Beziehung mit André 3000 hat Erykah Badu einen Sohn (* 6. Dezember 1997) und mit dem West-Coast-Rapper The D.O.C. hat sie eine Tochter (* 5. Juli 2004). Von 2005 bis 2009 war sie mit dem Rapper Jay Electronica liiert, mit dem sie ebenfalls eine Tochter (* 1. Februar 2009) hat.

## Diskografie

### Studioalben
| Jahr | Titel                                      | Höchstplatzierung, Gesamtwochen, AuszeichnungChartplatzierungen (Jahr, Titel, Platzierungen, Wochen, Auszeichnungen, Anmerkungen) | Höchstplatzierung, Gesamtwochen, AuszeichnungChartplatzierungen (Jahr, Titel, Platzierungen, Wochen, Auszeichnungen, Anmerkungen) | Höchstplatzierung, Gesamtwochen, AuszeichnungChartplatzierungen (Jahr, Titel, Platzierungen, Wochen, Auszeichnungen, Anmerkungen) | Höchstplatzierung, Gesamtwochen, AuszeichnungChartplatzierungen (Jahr, Titel, Platzierungen, Wochen, Auszeichnungen, Anmerkungen) | Höchstplatzierung, Gesamtwochen, AuszeichnungChartplatzierungen (Jahr, Titel, Platzierungen, Wochen, Auszeichnungen, Anmerkungen) | Anmerkungen                              |
| Jahr | Titel                                      | DE | AT | CH | UK | US | Anmerkungen                              |
| ---- | ------------------------------------------ | --- | --- | --- | --- | --- | ---------------------------------------- |
| 1997 | Baduizm                                    | — | — | — | UK17 Platin · (25 Wo.)UK | US2 ×3Dreifachplatin · (58 Wo.)US                                                                                                 | Erstveröffentlichung: 11. Februar 1997   |
| 2000 | Mama’s Gun                                 | DE42 (14 Wo.)DE | AT56 (6 Wo.)AT | CH33 (12 Wo.)CH | UK95 Gold · (1 Wo.)UK | US11 Platin · (25 Wo.)US | Erstveröffentlichung: 21. November 2000  |
| 2003 | Worldwide Underground                      | DE57 (4 Wo.)DE | AT64 (3 Wo.)AT | CH32 (5 Wo.)CH | — | US3 Gold · (11 Wo.)US | Erstveröffentlichung: 16. September 2003 |
| 2008 | New Amerykah Part One (4th World War)      | DE44 (1 Wo.)DE | AT39 (2 Wo.)AT | CH10 (6 Wo.)CH | UK55 (1 Wo.)UK | US2 (15 Wo.)US | Erstveröffentlichung: 26. Februar 2008   |
| 2010 | New Amerykah Part Two (Return of the Ankh) | DE61 (3 Wo.)DE | AT38 (3 Wo.)AT | CH18 (6 Wo.)CH | UK56 (2 Wo.)UK | US4 (21 Wo.)US | Erstveröffentlichung: 30. März 2010      |

### Livealben
| Jahr | Titel | Höchstplatzierung, Gesamtwochen, AuszeichnungChartsChartplatzierungen (Jahr, Titel, Platzierungen, Wochen, Auszeichnungen, Anmerkungen) | Anmerkungen                             |
| Jahr | Titel | US | Anmerkungen                             |
| ---- | ----- | --- | --------------------------------------- |
| 1997 | Live  | US4 ×2Doppelplatin · (30 Wo.)US | Erstveröffentlichung: 18. November 1997 |

### Kompilationen
- 2010: Icon

### Mixtapes
| Jahr | Titel                      | Höchstplatzierung, Gesamtwochen, AuszeichnungChartsChartplatzierungen (Jahr, Titel, Platzierungen, Wochen, Auszeichnungen, Anmerkungen) | Anmerkungen                             |
| Jahr | Titel                      | US | Anmerkungen                             |
| ---- | -------------------------- | --- | --------------------------------------- |
| 2015 | But You Caint Use My Phone | US14 (2 Wo.)US | Erstveröffentlichung: 27. November 2015 |

### Singles als Leadmusikerin
| Jahr | Titel Album                                               | Höchstplatzierung, Gesamtwochen, AuszeichnungChartplatzierungen (Jahr, Titel, Album, Platzierungen, Wochen, Auszeichnungen, Anmerkungen) | Höchstplatzierung, Gesamtwochen, AuszeichnungChartplatzierungen (Jahr, Titel, Album, Platzierungen, Wochen, Auszeichnungen, Anmerkungen) | Anmerkungen                                       |
| Jahr | Titel Album                                               | UK | US | Anmerkungen                                       |
| ---- | --------------------------------------------------------- | --- | --- | ------------------------------------------------- |
| 1996 | On & On Baduizm                                           | UK12 Gold · (4 Wo.)UK | US12 Gold · (19 Wo.)US | Erstveröffentlichung: 10. Dezember 1996           |
| 1997 | Next Lifetime Baduizm                                     | UK30 (3 Wo.)UK | US61 (7 Wo.)US | Erstveröffentlichung: 2. Juni 1997                |
| 1997 | Appletree Baduizm                                         | UK47 (1 Wo.)UK | — | Erstveröffentlichung: 17. November 1997           |
| 1999 | Southern Gul Make the Music 2000                          | — | US12 (19 Wo.)US | Erstveröffentlichung: 26. Juli 1999 feat. Rahzel  |
| 2000 | Bag Lady Mama's Gun                                       | — | US6 (20 Wo.)US | Erstveröffentlichung: 8. August 2000              |
| 2002 | Love of My Life (An Ode to Hip-Hop) Worldwide Underground | — | US9 (27 Wo.)US | Erstveröffentlichung: 5. August 2002 feat. Common |
| 2003 | Danger Worldwide Underground                              | — | US82 (11 Wo.)US | Erstveröffentlichung: 4. August 2003              |
| 2007 | Honey New Amerykah Part One (4th World War)               | — | US88 (3 Wo.)US | Erstveröffentlichung: 11. September 2007          |
| 2010 | Window Seat New Amerykah Part Two (Return of the Ankh)    | — | US95 (3 Wo.)US | Erstveröffentlichung: 5. Februar 2010             |

Weitere Singles
- 1997: Tyrone
- 2000: Didn’t Cha Know? (UK: Silber)
- 2001: Cleva
- 2004: Back in the Day
- 2008: Soldier
- 2008: Healer
- 2010: Turn Me Away
- 2011: Gone Baby, Don't Be Long
- 2019: Tempted

### Singles als Gastmusikerin
| Jahr | Titel Album                  | Höchstplatzierung, Gesamtwochen, AuszeichnungChartplatzierungen (Jahr, Titel, Album, Platzierungen, Wochen, Auszeichnungen, Anmerkungen) | Höchstplatzierung, Gesamtwochen, AuszeichnungChartplatzierungen (Jahr, Titel, Album, Platzierungen, Wochen, Auszeichnungen, Anmerkungen) | Höchstplatzierung, Gesamtwochen, AuszeichnungChartplatzierungen (Jahr, Titel, Album, Platzierungen, Wochen, Auszeichnungen, Anmerkungen) | Höchstplatzierung, Gesamtwochen, AuszeichnungChartplatzierungen (Jahr, Titel, Album, Platzierungen, Wochen, Auszeichnungen, Anmerkungen) | Anmerkungen                                                               |
| Jahr | Titel Album                  | DE | CH | UK | US | Anmerkungen                                                               |
| ---- | ---------------------------- | --- | --- | --- | --- | ------------------------------------------------------------------------- |
| 1998 | One When Disaster Strikes    | — | — | UK23 (3 Wo.)UK | — | Erstveröffentlichung: 28. März 1998 Busta Rhymes feat. Erykah Badu        |
| 1999 | You Got Me Things Fall Apart | DE25 (9 Wo.)DE | CH15 (8 Wo.)CH | UK31 Silber · (2 Wo.)UK | US39 (14 Wo.)US | Erstveröffentlichung: 22. Januar 1999 The Roots feat. Erykah Badu und Eve |
| 2001 | Sweet Baby The Id            | — | CH36 (13 Wo.)CH | UK23 (7 Wo.)UK | — | Erstveröffentlichung: 3. September 2001 Macy Gray feat. Erykah Badu       |

## Auszeichnungen für Musikverkäufe
| Goldene Schallplatte - Japan - 2001: für das Album Mama’s Gun - Kanada - 2001: für das Album Mama’s Gun - Niederlande - 2001: für das Album Mama’s Gun | Platin-Schallplatte - Dänemark - 2025: für das Album Mama’s Gun - Kanada - 2019: für das Album Baduizm - Niederlande - 2000: für das Album Live |

Anmerkung: Auszeichnungen in Ländern aus den Charttabellen bzw. Chartboxen sind in ebendiesen zu finden.
| Land/RegionAuszeichnungen für Musikverkäufe (Land/Region, Auszeichnungen, Verkäufe, Quellen) | Silber     | Gold     | Platin       | Verkäufe  | Quellen         |
| -------------------------------------------------------------------------------------------- | ---------- | -------- | ------------ | --------- | --------------- |
| Dänemark (IFPI)                                                                              | —          | —        | Platin1      | 20.000    | ifpi.dk         |
| Japan (RIAJ)                                                                                 | —          | Gold1    | —            | 100.000   | riaj.or.jp      |
| Kanada (MC)                                                                                  | —          | Gold1    | Platin1      | 150.000   | musiccanada.com |
| Niederlande (NVPI)                                                                           | —          | Gold1    | Platin1      | 120.000   | nvpi.nl         |
| Vereinigte Staaten (RIAA)                                                                    | —          | 2× Gold2 | 6× Platin6   | 7.000.000 | riaa.com        |
| Vereinigtes Königreich (BPI)                                                                 | 2× Silber2 | 2× Gold2 | Platin1      | 1.200.000 | bpi.co.uk       |
| Insgesamt                                                                                    | 2× Silber2 | 7× Gold7 | 10× Platin10 |           |                 |

## Filmografie
- 1998: Blues Brothers 2000
- 1999: Gottes Werk und Teufels Beitrag (The Cider House Rules)
- 2004: House of D
- 2004: Before the Music Dies
- 2005: Dave Chappelle's Block Party (mit Dave Chappelle)
- 2019: Was Männer wollen (What Men Want)